# Phyllodoce groenlandica
Phyllodoce groenlandica (лат.) — вид морских многощетинковых червей (Polychaeta) семейства Phyllodocidae. Живут на морском дне и могут зарываться в осадок. В ископаемом виде неизвестны..
Длина тела до 30 см. Окраска коричневато-зеленая, с поперечными темными полосками на каждом сегменте. Сегменты одинаковые, их может быть до нескольких сотен. Туловище тонкое, длинное, немного заострённое в начале и в конце. На каждой параподии есть один очень крупный спинной усик похожий на лист. Они от части крикрывают спину этого животного. На головном конце тела растут несколько удлиненных щупальцевидных усиков — органов осязания. Для захвата пищи выбрасывают удлиненный хобот, покрытый мягкими папиллами. Щетинки тонкие, двучленистые. Ползают змеевидным способом, выделяя много слизи и сильно вытягиваясь. Откладывают шаровидные слизистые кладки яиц, которые при помощи удлиненной ножки прикрепляются к водорослям и другим подводным предметам. Личинки пелагические. Обитает в восточной части Тихого океана, Атлантическом океане и Арктике. Донный червь, встречается на глубине от 2 до 1500 м. Охранный статус вида не оценивался, он безвреден для человека, не является объектом промысла.